# Felluns
Felluns (em catalão:  Felluns) é uma comuna francesa na região administrativa da Occitânia, no departamento dos Pirenéus Orientais. Estende-se por uma área de 6.61 km², e possui 68 habitantes, segundo o censo de 2018, com uma densidade de 10 hab/km².